# Chester Barnard
Chester Irving Barnard fue un ejecutivo empresario, administrador público y destacado como economista estadounidense, autor de trabajos pioneros en teoría de la administración y en el estudio de las organizaciones.

## Biografía
Chester Irving Barnard nació el 16 de noviembre de 1886 en Malden (Massachusetts), Estados Unidos.
En su juventud Barnard trabajó en una granja hasta que pudo ingresar en la Universidad de Harvard donde estudió economía mientras se mantenía vendiendo pianos y operando un grupo de baile. Harvard le negó el título en Administración de negocios por causa de un tecnicismo, pero más tarde varias universidades le dieron doctorados honoríficos.
Barnard se vinculó a AT&T en 1909 y en 1927 asumió la presidencia de una de sus subsidiarias, la Compañía Telefónica de Nueva Jersey (New Jersey Bell Telephony Company). 
Durante la Gran Depresión Chester Barnard dirigió el sistema de ayuda social del estado de Nueva Jersey.
En su primer libro, Las funciones del ejecutivo, publicado en 1938, lanzó una teoría de la organización y del papel de los ejecutivos en las organizaciones. El libro fue ampliamente utilizado en cursos universitarios de Administración de Empresas y de sociología de las organizaciones.
Fue elegido miembro de la Academia Americana de Artes y Ciencias en 1939 y presidente de la United Service Organizations (USO) entre 1942 y 1945. 
Tras retirarse de los negocios presidió de la Fundación Rockefeller entre 1948 y 1952 y entre 1952 y 1954 la Fundación Nacional de Ciencias (National Science Foundation), agencia que financia el 20 por ciento de la investigación en los institutos y universidades de los Estados Unidos. 
En 1954 se contó entre los primeros miembros de la Society for General Systems Research, que se convertiría en la International Society for the Systems Sciences (ISSS), organización internacional para el apoyo de la investigación en ciencias sociales.
Falleció el 7 de junio de 1961 en Nueva York.

## Obra de Chester Barnard
Al estudiar la organización, Barnard la definió como Un sistema de actividades o fuerzas conscientemente coordinadas de dos o más personas. El sistema pues, al que damos el nombre de organización está compuesto de las actividades de los seres humanos, lo que convierte esas actividades en un sistema es que aquí se coordinan los esfuerzos de diferentes personas. Por esta razón sus aspectos significativos no son personales. Están determinados por el sistema, ya sea cuanto a la manera, en cuanto al grado, en cuanto al tiempo.
Barnard observó que por regla general las organizaciones son de corta duración y lo atribuyó a que no cumplían dos criterios necesarios para la supervivencia: la eficacia (capacidad de lograr las metas establecidas) y eficiencia (grado en que esa organización es capaz de satisfacer las motivaciones de los individuos). Si una organización cumple con los motivos de sus miembros y la consecución de sus objetivos explícitos, la cooperación entre sus miembros va a durar y consiguientemente la organización perdurará.
La organización informal, para Barnard, se genera como producto de las interacciones inconscientes entre los miembros de la organización formal, quienes tratan de proteger sus intereses individuales, en ocasiones contra los intereses de la organización formal, por ello es importante para el dirigente influir en las organizaciones informales y aprovecharlas ya que proveen cohesión, motivación y facilitan el trabajo de equipo. 
Haciendo foco en el papel de los ejecutivos en las organizaciones, lo resumió en tres funciones principales:
- Establecer y mantener un sistema de comunicación
- Asegurar servicios esenciales a la actividad de los restantes miembros
- La formulación de propósitos y objetivos organizacionales

Formuló dos teorías, uno respecto de la autoridad y otra acerca de los incentivos, ambos analizados en el contexto de un sistema de comunicación basado en siete reglas esenciales:
- Los canales de comunicación deben ser claros
- Deben ser conocidos por todos los miembros de la organización
- Deben ser accesibles a todos ellos
- Las líneas de comunicación deben ser lo más cortas y directas posible
- La capacidad de las personas que sirven como centros de comunicación debe ser adecuada
- La línea de comunicación no debe ser interrumpida cuando la organización está funcionando
- Toda comunicación debe ser autenticada.

Respecto de la autoridad Barnard, de manera similar a Mary Parker Follet, sostenía que una autoridad efectiva se apoya en una eficaz comunicación entre los subordinados y sus superiores, además afirma que la jerarquía debe sustentar su autoridad en la capacidad de gestión y la ventaja que supone ganarse el respeto de sus empleados.
Gran admirador de Talcott Parsons, mantuvo con el cientista social una activa correspondencia desde 1930, al punto de intercambiarse sus manuscritos para recoger las observaciones y puntos de vista del otro.
En cuanto a los incentivos, proponía dos maneras de convencer a los subordinados a cooperar: incentivos tangibles y la persuasión. Barnard daba gran importancia a la persuasión, incluso más que a los incentivos económicos. Enunciaba cuatro incentivos generales y cuatro específicos. Estos últimos eran:
- Dinero y otros incentivos materiales
- Condiciones físicas deseables de trabajo
- Reconocimientos intangibles que aseguraran prestigio personal
- Beneficios inmateriales (orgullo por el trabajo realizado, etc)

Algunas de sus obras fueron:
- The Functions of the Executive (Harvard University Press, 1938)
- Las funciones de los elementos dirigentes. (Instituto de Estudios Políticos, Traducción de Francisco F. Jardón, Madrid, 1959)
- Dilemmas of Leadership in the Democratic Process (1939)
- A Report on the International Control of Atomic Energy (1946)
- Organization and Management (1948)
- Organization and Management: Selected Papers (1956)
- On the Teaching of Law in the Liberal Arts Curriculum (1956)
- Elementary Conditions of Business Morals (1958)
- Conversations With Chester I. Barnard (1973)
- Philosophy for Managers; Selected Papers of Chester I. Barnard (1986)